# Show Sylvie Vartan
Albums de Sylvie Vartan
Shang shang a lang - Les chemins de ma vie
(1974) Qu'est-ce qui fait pleurer les blondes ?
(1976)
Show Sylvie Vartan est le quatorzième album de Sylvie Vartan, qui regroupe les chansons interprétées par l'artiste (et quelques autres), lors d'une émission des Carpentier diffusée le 29 mars 1975. Le disque sort en 1975.
L'album est réalisé par Jean Renard.

## Autour de l'album
En 1974, est paru le double album Sylvie Vartan, qui compile les albums Shang shang a lang et Show Sylvie Vartan (ce dernier est complété par la bande d'introduction du show et trois pistes supplémentaires).

## Les titres
| No  | Titre                                                                         | Auteur                             | Durée |
| --- | ----------------------------------------------------------------------------- | ---------------------------------- | ----- |
| 1.  | J'ai le cœur en peine, j'ai le cœur en joie (Sylvie Vartan et Fernand Sardou) | Jean-Jacques Debout - Roger Dumas  |       |
| 2.  | Tout au fond des tiroirs (Sylvie Vartan)                                      | Jean-Jacques Debout - R. Dumas     |       |
| 3.  | Lorsque je pars en permission (Carlos et Roger Pierre)                        | Jean-Jacques Debout - R. Dumas     |       |
| 4.  | Polka des interdictions                                                       | Jean-Jacques Debout - Pierre Porte |       |
| 5.  | Lorsqu'on est ouvrière (Sylvie Vartan, Carlos et Roger Pierre)                | Jean-Jacques Debout - R. Dumas     |       |
| 6.  | Elle ne viendra pas ce soir (Jean-Jacques Debout)                             | Jean-Jacques Debout - R. Dumas     |       |
| 7.  | Pour que je t'aime de tout mon corps (Sylvie Vartan)                          | Jean-Jacques Debout                |       |
| 8.  | Nous ne nous aimerons jamais (avec Sylvie Vartan et Jean-Jacques Debout)      | Jean-Jacques Debout - R. Dumas     |       |
| 9.  | Toi et moi (Sylvie Vartan et Johnny Hallyday)                                 | Johnny Hallyday - Long Chris       |       |
| 10. | Bonne année nouvelle (Sylvie Vartan et toute la troupe)                       | Jean-Jacques Debout - R. Dumas     |       |

## Musiciens
Arrangements et direction musicale :
- Pierre Porte : 1-3-5-6-7-10
- Raymond Donnez :2-8
- Johnny Hallyday : 9